# Hartmut Gerstenhauer
Hartmut Gerstenhauer (* 1. August 1903 in Meiningen; † 18. Juni 1995 in Schleswig) war im Nationalsozialismus ein deutscher Landrat im besetzten Polen. Im Distrikt Lublin war er als Kreishauptmann und als leitender Beamter der Distriktverwaltung an der Organisation des Holocaust beteiligt. In der Bundesrepublik wurde er Senatspräsident am Schleswig-Holsteinischen Landessozialgericht in Schleswig.

## Leben
Gerstenhauer studierte von 1922 bis 1925 in Heidelberg, Würzburg und Jena Nationalökonomie und Rechtswissenschaften. Die beiden juristischen Staatsprüfungen legte er 1925 und 1929 ab und war danach als Regierungsassessor an verschiedenen Landratsämtern im Land Thüringen eingesetzt. Am 1. November 1933 wurde er Regierungsrat, nachdem er zum 1. Mai 1933 der NSDAP beigetreten war (Mitgliedsnummer 2.913.916). 1937 war er beim Landratsamt Hildburghausen und 1939 beim Landratsamt Sondershausen eingesetzt.
Mit Einrichtung des Generalgouvernements in Polen war er ab Herbst 1939 Kreishauptmann im Kreis Krasnystaw im Distrikt Lublin. Im Herbst 1940 wechselte er in die Distriktsverwaltung zum Distriktgouverneur Ernst Zörner nach Lublin als dessen Personalchef und Leiter der Präsidialgeschäfte.
Als Kreishauptmann von Krasnystaw ließ Gerstenhauer im Dezember 1939 zwei Polen durch ein Standgericht zum Tode verurteilen und erschießen, weil sie angeblich gegen deutsches Militär gehetzt hatten.
In Krasnystaw hatte Gerstenhauer im August 1940 ein Ghetto außerhalb der Stadt errichten und im Kreis 1.125 Häuser von Juden freiräumen lassen. Die Konzentrierung der jüdischen Bevölkerung auf engstem Raum und die Ghettobildung waren Voraussetzungen der sogenannten Endlösung der Judenfrage.
Gerstenhauer ging im Februar 1941 zurück nach Thüringen, zunächst zum Landkreis Arnstadt. Im Mai 1942 war er beim Landkreis Gera und ab November 1942 beim Landkreis Weimar beschäftigt. Nach Kriegsende wurde er kurze Zeit vom NKWD inhaftiert und übersiedelte deshalb im Dezember 1945 in die Britische Besatzungszone nach Lübeck, da er die Auslieferung als Kriegsverbrecher nach Polen befürchten musste. Ab Sommer 1948 arbeitete er als Schaffner in Lübeck.
Bei der Entnazifizierung wurde er am 30. Dezember 1948 in Lübeck als Mitläufer eingestuft und wurde Mitte 1950 Jurist beim Oberversicherungsamt Schleswig. Im Land Schleswig-Holstein war 1950 sein Kreishauptmannkollege Hans-Adolf Asbach aus dem polnischen Nachbarkreis Janów Lubelski Sozialminister geworden, der ihn nun protegierte und ihn 1954 zum Richter des Landessozialgerichts machte.
Durch ein Schreiben des Kieler Medizinprofessors und Neurologen Hans Gerhard Creutzfeldt wusste Gerstenhauer seit Dezember 1954, dass Werner Heyde, einer der Hauptverantwortlichen der nationalsozialistischen Krankenmorde, der Aktion T4, unter dem Namen Fritz Sawade Gutachten für das Landessozialgericht erstellte. Heyde konnte bis zu seiner Festnahme im November 1959 weiter praktizieren. Ein vom Schleswig-Holsteinischen Landtag zur Aufklärung der Heyde-Sawade-Affäre eingesetzter Untersuchungsausschuss ermittelte Gerstenhauer im Juni 1961 als eine der Personen, die von der Identität Heydes mit Sawade wussten. Eine Strafverfolgung Gerstenhauers unterblieb. Im November 1962 wurde Gerstenhauer von Asbachs Nachfolgerin, Sozialministerin Lena Ohnesorge, zum Senatspräsidenten befördert.
Hartmut Gerstenhauer war der Sohn des völkischen Antisemiten Max Robert Gerstenhauer.